# Edward Jabłoński (działacz turystyczny)
Edward Jabłoński (ur. 28 lipca 1942 w Brzeźnicy, zm. 3 listopada 2011 w Łodzi) – doktor nauk przyrodniczych, działacz społeczny, biochemik, dietetyk.

## Życiorys
Od roku 1955 mieszkaniec Łodzi. Od młodzieńczych lat pasjonował się kulturą fizyczną (uprawiał m.in. bieg przez płotki i rzut młotem) oraz turystyką. Absolwent VIII Liceum Ogólnokształcącego im. Adama Asnyka (1960). W 1967 r. podjął studia na Wydziale Matematyczno-Fizyczno-Chemicznym Uniwersytetu Łódzkiego. W latach 1971–1974 podjął studia doktoranckie, kierunek chemia w Łódzkiej Akademii Medycznej, gdzie w 1975 r. złożył egzamin doktorski z biochemii uzyskując stopień doktora nauk przyrodniczych, po studiach pracował jako dietetyk.

## Praca zawodowa
Pracował jako adiunkt w Akademii Medycznej przez 12 lat, równolegle w latach 1978-1982 był zastępcą dyrektora Instytutu Medycyny Społecznej Akademii Medycznej. W roku 1987 podjął pracę w Instytucie Centrum Zdrowia Matki Polki w Łodzi jako kierownik Samodzielnej Sekcji Dietetyki. Prowadził m.in. zajęcia dydaktyczne dla studentów i nie tylko.
Autor i współautor wielu prac naukowych związanych z dietetyką oraz krajoznawstwem głównie dotyczących zdrowego trybu życia oraz roli odznak turystycznych i krajoznawczych PTTK w kształtowaniu postaw turystycznych.

## Działalność społeczna
Członkiem Polskiego Towarzystwa Turystyczno-Krajoznawczego był od roku 1964 do śmierci. Pełnił wiele ważnych funkcji m.in. był członkiem (w latach 1965-1967), prezesem (1966–1967) zarządu Oddziału Międzyuczelnianego w Łodzi. Działał w Zrzeszeniu Studentów Polskich (organach odpowiedzialnych za sport i turystykę). W swej działalności społecznej był m.in. organizatorem imprez turystyki kwalifikowanej w środowisku studenckim, młodzieży szkolnej, organizatorem kursów na uprawnienia Organizatora Turystyki. W latach 1968–1976 był członkiem potem sekretarzem Komisji Turystyki Pieszej Zarządu Okręgu PTTK w Łodzi, w latach 1972-1979 członkiem plenum Zarządu Wojewódzkiego w Łodzi, w latach 1979-1985 wiceprezesem Zarządu Wojewódzkiego, w latach 1981-1989 członkiem plenum Zarządu Głównego PTTK, a w latach 1995–2009 członkiem Głównej Komisji Rewizyjnej PTTK. Pełnił wiele innych ważnych funkcji jak np. był członkiem Kapituły Odznaczeń od 1993 r. Komisji Prawno-Organizacyjnej, Zespołu ds. Szkolenia, Rady Ośrodka Szkolenia Zarządu Głównego PTTK, Komisji Kół Zakładowych i Osiedlowych, Rady Nadzorczej BTZ PTTK w Łodzi.
W PTTK był członkiem kadry programowej PTTK: przodownikiem turystyki pieszej, znakarzem szlaków nizinnych i instruktorem krajoznawstwa Polski. Swoje doświadczenie wykorzystywał podczas prowadzonych kursów czy spotkań krajoznawczych m.in. podczas sejmików przed IV i V Kongresem Krajoznawstwa Polskiego. W swej pracy krajoznawczej był m.in. inicjatorem ustanowienia Odznaki Krajoznawczej PTTK Województwa Łódzkiego i odznaki krajoznawczej Śladami św. Maksymiliana Kolbego.
Swoje artykuły publikował m.in. w „Ziemi”, „Gościńcu”, „Wędrowniku”, „Krajoznawstwie i Turystyce”. Jego artykuły często dotyczyły odznak turystycznych i krajoznawczych.
Walny Zjazd PTTK uhonorował go za całokształt działań nadając mu 16 września 2005 r. godność Członka Honorowego PTTK.

## Wyróżnienia
Wielokrotnie nagradzany za pracę dydaktyczną i naukową, nagrodzony został m.in. Nagrodą I stopnia Ministra Zdrowia i Opieki Społecznej za osiągnięcia naukowe oraz Odznaką honorową „Za Zasługi dla Ochrony Zdrowia”.
Wyróżniony i odznaczony wielokrotnie za pracę społeczną.
- nadano mu wiele odznak w uznaniu pracy m.in. w Oddziale w Łodzi i w Pabianicach, oraz zdobył wiele honorowych stopni odznak turystycznych i krajoznawczych.
- Za swą pracę otrzymał wiele wyróżnień organizacyjnych: Honorową Odznakę PTTK w stopniu złotym, Medal 50 lat PTTK, Odznaką Zasłużony w pracy PTTK wśród młodzieży, Medal Za zasługi w upowszechnianiu turystyki w zakładzie pracy, Plakietę Złotej Kierownicy, Medal 50-lecia Komisji Turystyki Pieszej, Certyfikat Jubileuszowy Komisji Krajoznawczej.

## Odznaczenia państwowe
- Odznaka „Zasłużony Działacz Kultury”,
- Złota Odznaka „Zasłużony Działacz Turystyki”,
- Medal Komisji Edukacji Narodowej,
- Złoty Krzyż Zasługi,
- Krzyż Kawalerski Orderu Odrodzenia Polski,
- Odznaka honorowa „Za zasługi dla ochrony zdrowia”

## Spoczywa
Pochowany został na cmentarzu na Zarzewie w Łodzi (ul. Przybyszewskiego).

## Upamiętnienie
Granitowa tablica pamiątkowa poświęcona Edwardowi Jabłońskiemu odsłonięta została 28 lipca 2012 roku w Warszawie, w Kościele Matki Bożej Wspomożycielki Wiernych na Chomiczówce